# استیون گاردینر
استیون گاردینر (انگلیسی: Steven Gardiner؛ زادهٔ ۱۲ سپتامبر ۱۹۹۵ ‏(۲۹ سال)) یک دونده، و ورزشکار دو و میدانی اهل باهاما است. وی در مسابقات المپیک تابستانی سال ۲۰۱۶ ریو دو ژانیرو برزیل توانست مدال برنز را کسب کند. سپس در المپیک ۲۰۲۰ توکیو برنده مدال طلا دو ۴۰۰ متر امدادی گردید .

## بهترین‌های شخصی
- دو ۲۰۰ متر – ۲۰٫۶۳) ثانیه (۲۰۱۶)
- دو ۴۰۰ متر – ۴۴٫۲۷ ثانیه (۲۰۱۵)